# Maibara
Cette page contient des caractères spéciaux ou non latins. S’ils s’affichent mal (▯, ?, etc.), consultez la page d’aide Unicode.
Maibara (米原市, Maibara-shi) est une ville située dans la préfecture de Shiga, au Japon.

## Géographie

### Situation
Maibara est située dans le nord-est de la préfecture de Shiga.

### Démographie
Au 1er octobre 2022, la population de Maibara était de 37 917 habitants répartis sur une superficie de 250,46 km2 (densité de population de 157 hab./km2).

### Climat
Maibara a un climat subtropical humide caractérisé par des étés chauds et des hivers frais avec de fortes chutes de neige. La température moyenne annuelle à Maibara est de 13,5 °C. La pluviométrie annuelle moyenne est de 1 810 mm, septembre étant le mois le plus humide.

### Hydrographie
Maibara est bordée par le lac Biwa à l'ouest.

### Topographie
Le mont Ibuki se trouve dans le nord de Maibara.

## Histoire
La ville moderne de Maibara est fondée le 14 février 2005, à la suite de la fusion des bourgs de Maihara, Ibuki et Santō.

## Transports
La gare de Maibara est l'un des arrêts de la ligne Shinkansen Tōkaidō. La ville est également desservie par les lignes classiques Tōkaidō, Hokuriku et Ohmi Railway.